# 오스턴 매슈스
오스턴 테일러 매슈스(영어: Auston Taylour Matthews, 1997년 9월 17일~)는 미국의 아이스하키 선수로 포지션은 센터이다. 현재 내셔널 하키 리그(NHL)의 팀인 토론토 메이플리프스의 주장으로 활동하고 있으며 2020년대 세계 최고의 아이스하키 선수 중 한 명으로 간주된다.  미국 하키 리그(USHL)의 USA 하키 국가대표 프로그램에 참가하여 아이스하키를 시작했고 2015년 스위스의 ZSC 라이언스에 입단하여 프로 선수 경력을 시작했다. 이후 NHL 유망주로 간주된 매슈스는 2016년 NHL 드래프트 전체 1위로 토론토 메이플리프스에 지명되었다.
매슈스는 NHL 데뷔전에서 4골을 기록한 최초의 선수가 되었고 NHL 첫 시즌인 2016-17 시즌에서 40골을 기록하여 메이플리프스 신인 최다 득점 기록을 세웠다. 이로 인해 NHL 최고의 신인에게 주어지는 콜더 메모리얼 트로피를 수상했으며  2020-21 시즌에는 52경기에서 41골을 기록하며 리그 최다 득점자에게 주어지는 모리스 "로켓" 리샤르 트로피를 수상했다. 2021-22 시즌에는 미국 선수 최다 골 기록, 메이플리프스 시즌 최다 골 기록을 세우며 NHL 선수 경력 처음으로 60골을 돌파했고, 2년 연속으로 모리스 "로켓" 리샤르 트로피를 수상했다. 또한 NHL 선수 투표로 가장 뛰어난 선수에게 주어지는 테드 린지 상과 리그 최우수 선수에게 주어지는 하트 메모리얼 트로피를 수상했다.  이 밖에 6차례 NHL 올스타에 선정되기도 했다. 2024년에는 총 69골을 기록하며 2007년의 알렉산드르 오베치킨의 65골을 넘어 단일 시즌 최다 골 기록을 세웠고, 4시즌 만에 모리스 "로켓" 리샤르 트로피를 수상했다.